# Liste des coureurs du Tour de France 2017
Cet article dresse la liste des coureurs du Tour de France 2017. Les 198 coureurs sont répartis dans 22 équipes.

## Liste des participants
- Liste de départ complète

| Légende                             | Légende                                                                                         | Légende                                | Légende                                                                                                  |
| ----------------------------------- | ----------------------------------------------------------------------------------------------- | -------------------------------------- | --- |
| Num                                 | Dossard de départ porté par le coureur sur ce Tour de France                                    | Pos                                    | Position finale au classement général                                                                    |
| Leader du classement général        | Indique le vainqueur du classement général                                                      | Leader du classement par points        | Indique le vainqueur du classement par points                                                            |
| Leader du classement de la montagne | Indique le vainqueur du classement de la montagne                                               | Leader du classement du meilleur jeune | Indique le vainqueur du classement du meilleur jeune                                                     |
| Meilleure équipe                    | Indique la meilleure équipe                                                                     | Super combatif                         | Indique le super combatif                                                                                |
|                                     | Indique un maillot de champion national ou mondial, suivi de sa spécialité                      | NP                                     | Indique un coureur qui n'a pas pris le départ d'une étape, suivi du numéro de l'étape où il s'est retiré |
| AB                                  | Indique un coureur qui n'a pas terminé une étape, suivi du numéro de l'étape où il s'est retiré | HD                                     | Indique un coureur qui a terminé une étape hors des délais, suivi du numéro de l'étape                   |
| EX                                  | Coureur exclu pour non-respect du règlement, suivi du numéro de l'étape                         | *                                      | Indique un coureur en lice pour le classement du meilleur jeune (coureurs nés après le 1er janvier 1992) |

| Sky SKY                                              | Sky SKY                        | Sky SKY |
| ---------------------------------------------------- | ------------------------------ | ------- |
| Num                                                  | Coureur                        | Pos     |
| 1                                                    | Christopher Froome (GBR)       | 1er     |
| 2                                                    | Sergio Henao (COL) (Route)     | 28e     |
| 3                                                    | Vasil Kiryienka (BLR)          | 112e    |
| 4                                                    | Christian Knees (GER)          | 144e    |
| 5                                                    | Michał Kwiatkowski (POL) (Clm) | 57e     |
| 6                                                    | Mikel Landa (ESP)              | 4e      |
| 7                                                    | Mikel Nieve (ESP)              | 14e     |
| 8                                                    | Luke Rowe (GBR)                | 167e    |
| 9                                                    | Geraint Thomas (GBR)           | AB-9    |
| Directeurs sportifs : Nicolas Portal, Servais Knaven |                                |         |

| AG2R La Mondiale ALM                                  | AG2R La Mondiale ALM        | AG2R La Mondiale ALM |
| ----------------------------------------------------- | --------------------------- | -------------------- |
| Num                                                   | Coureur                     | Pos                  |
| 11                                                    | Romain Bardet (FRA)         | 3e                   |
| 12                                                    | Jan Bakelants (BEL)         | 22e                  |
| 13                                                    | Axel Domont (FRA)           | 68e                  |
| 14                                                    | Mathias Frank (SUI)         | 30e                  |
| 15                                                    | Ben Gastauer (LUX)          | 37e                  |
| 16                                                    | Cyril Gautier (FRA)         | 48e                  |
| 17                                                    | Pierre Latour (FRA) (Clm) * | 29e                  |
| 18                                                    | Oliver Naesen (BEL) (Route) | 63e                  |
| 19                                                    | Alexis Vuillermoz (FRA)     | 13e                  |
| Directeurs sportifs : Julien Jurdie, Stéphane Goubert |                             |                      |

| Movistar MOV                                                 | Movistar MOV                     | Movistar MOV |
| ------------------------------------------------------------ | -------------------------------- | ------------ |
| Num                                                          | Coureur                          | Pos          |
| 21                                                           | Nairo Quintana (COL)             | 12e          |
| 22                                                           | Andrey Amador (CRC)              | 87e          |
| 23                                                           | Daniele Bennati (ITA)            | 104e         |
| 24                                                           | Carlos Betancur (COL)            | 18e          |
| 25                                                           | Jonathan Castroviejo (ESP) (Clm) | 60e          |
| 26                                                           | Imanol Erviti (ESP)              | 92e          |
| 27                                                           | Jesús Herrada (ESP) (Route)      | 97e          |
| 28                                                           | Jasha Sütterlin (GER) *          | 108e         |
| 29                                                           | Alejandro Valverde (ESP)         | AB-1         |
| Directeurs sportifs : José Luis Arrieta, José Vicente García |                                  |              |

| Trek-Segafredo TFS                                  | Trek-Segafredo TFS            | Trek-Segafredo TFS |
| --------------------------------------------------- | ----------------------------- | ------------------ |
| Num                                                 | Coureur                       | Pos                |
| 31                                                  | Alberto Contador (ESP)        | 9e                 |
| 32                                                  | Koen de Kort (NED)            | 70e                |
| 33                                                  | John Degenkolb (GER)          | 121e               |
| 34                                                  | Fabio Felline (ITA)           | AB-14              |
| 35                                                  | Michael Gogl (AUT) *          | 146e               |
| 36                                                  | Markel Irizar (ESP)           | 135e               |
| 37                                                  | Bauke Mollema (NED)           | 17e                |
| 38                                                  | Jarlinson Pantano (COL) (Clm) | 46e                |
| 39                                                  | Haimar Zubeldia (ESP)         | 52e                |
| Directeurs sportifs : Steven de Jongh, Kim Andersen |                               |                    |

| BMC Racing BMC                                    | BMC Racing BMC             | BMC Racing BMC |
| ------------------------------------------------- | -------------------------- | -------------- |
| Num                                               | Coureur                    | Pos            |
| 41                                                | Richie Porte (AUS)         | AB-9           |
| 42                                                | Damiano Caruso (ITA)       | 11e            |
| 43                                                | Alessandro De Marchi (ITA) | 99e            |
| 44                                                | Stefan Küng (SUI) (Clm) *  | 79e            |
| 45                                                | Amaël Moinard (FRA)        | 32e            |
| 46                                                | Nicolas Roche (IRL)        | 33e            |
| 47                                                | Michael Schär (SUI)        | 72e            |
| 48                                                | Greg Van Avermaet (BEL)    | 58e            |
| 49                                                | Danilo Wyss (SUI)          | 81e            |
| Directeurs sportifs : Fabio Baldato, Valerio Piva |                            |                |

| Astana AST                                             | Astana AST                   | Astana AST |
| ------------------------------------------------------ | ---------------------------- | ---------- |
| Num                                                    | Coureur                      | Pos        |
| 51                                                     | Fabio Aru (ITA) (Route)      | 5e         |
| 52                                                     | Dario Cataldo (ITA)          | AB-11      |
| 53                                                     | Jakob Fuglsang (DEN)         | AB-13      |
| 54                                                     | Andriy Grivko (UKR)          | 120e       |
| 55                                                     | Dmitriy Gruzdev (KAZ)        | 115e       |
| 56                                                     | Bakhtiyar Kozhatayev (KAZ) * | 93e        |
| 57                                                     | Alexey Lutsenko (KAZ) *      | 71e        |
| 58                                                     | Michael Valgren (DEN) *      | 61e        |
| 59                                                     | Andrey Zeits (KAZ)           | 44e        |
| Directeurs sportifs : Dmitriy Fofonov, Alexandr Shefer |                              |            |

| UAE Emirates UAD                                  | UAE Emirates UAD           | UAE Emirates UAD |
| ------------------------------------------------- | -------------------------- | ---------------- |
| Num                                               | Coureur                    | Pos              |
| 61                                                | Louis Meintjes (RSA) *     | 8e               |
| 62                                                | Darwin Atapuma (COL)       | 41e              |
| 63                                                | Matteo Bono (ITA)          | 111e             |
| 64                                                | Kristijan Đurasek (CRO)    | 50e              |
| 65                                                | Vegard Stake Laengen (NOR) | 127e             |
| 66                                                | Marco Marcato (ITA)        | 96e              |
| 67                                                | Manuele Mori (ITA)         | AB-9             |
| 68                                                | Ben Swift (GBR)            | 83e              |
| 69                                                | Diego Ulissi (ITA)         | 39e              |
| Directeurs sportifs : Mario Scirea, Marco Marzano |                            |                  |

| FDJ                                                | FDJ                                   | FDJ   |
| -------------------------------------------------- | ------------------------------------- | ----- |
| Num                                                | Coureur                               | Pos   |
| 71                                                 | Arnaud Démare (FRA) (Route)           | HD-9  |
| 72                                                 | Davide Cimolai (ITA)                  | 152e  |
| 73                                                 | Mickaël Delage (FRA)                  | HD-9  |
| 74                                                 | Jacopo Guarnieri (ITA)                | HD-9  |
| 75                                                 | Ignatas Konovalovas (LTU) (Route/Clm) | HD-9  |
| 76                                                 | Olivier Le Gac (FRA) *                | 158e  |
| 77                                                 | Rudy Molard (FRA)                     | 36e   |
| 78                                                 | Thibaut Pinot (FRA)                   | AB-17 |
| 79                                                 | Arthur Vichot (FRA)                   | AB-13 |
| Directeurs sportifs : Thierry Bricaud, Yvon Madiot |                                       |       |

| Orica-Scott ORS                                      | Orica-Scott ORS         | Orica-Scott ORS |
| ---------------------------------------------------- | ----------------------- | --------------- |
| Num                                                  | Coureur                 | Pos             |
| 81                                                   | Esteban Chaves (COL)    | 62e             |
| 82                                                   | Michael Albasini (SUI)  | 98e             |
| 83                                                   | Luke Durbridge (AUS)    | AB-2            |
| 84                                                   | Mathew Hayman (AUS)     | 151e            |
| 85                                                   | Damien Howson (AUS) *   | 88e             |
| 86                                                   | Daryl Impey (RSA) (Clm) | 47e             |
| 87                                                   | Jens Keukeleire (BEL)   | 59e             |
| 88                                                   | Roman Kreuziger (CZE)   | 24e             |
| 89                                                   | Simon Yates (GBR)*      | 7e              |
| Directeurs sportifs : Laurenzo Lapage, Matthew White |                         |                 |

| Dimension Data DDD                                   | Dimension Data DDD                    | Dimension Data DDD |
| ---------------------------------------------------- | ------------------------------------- | ------------------ |
| Num                                                  | Coureur                               | Pos                |
| 91                                                   | Mark Cavendish (GBR)                  | NP-5               |
| 92                                                   | Edvald Boasson Hagen (NOR) (Clm)      | 78e                |
| 93                                                   | Steve Cummings (GBR) (Route/Clm)      | 141e               |
| 94                                                   | Bernhard Eisel (AUT)                  | 153e               |
| 95                                                   | Reinardt J. v. Rensburg (RSA) (Route) | 118e               |
| 96                                                   | Serge Pauwels (BEL)                   | 19e                |
| 97                                                   | Mark Renshaw (AUS)                    | HD-9               |
| 98                                                   | Scott Thwaites (GBR)                  | 107e               |
| 99                                                   | Jacobus Venter (RSA)                  | 162e               |
| Directeurs sportifs : Roger Hammond, J-P Heynderickx |                                       |                    |

| Quick-Step Floors QST                        | Quick-Step Floors QST       | Quick-Step Floors QST |
| -------------------------------------------- | --------------------------- | --------------------- |
| Num                                          | Coureur                     | Pos                   |
| 101                                          | Marcel Kittel (GER)         | AB-17                 |
| 102                                          | Jack Bauer (NZL) (Clm)      | 105e                  |
| 103                                          | Gianluca Brambilla (ITA)    | 53e                   |
| 104                                          | Philippe Gilbert (BEL)      | NP-16                 |
| 105                                          | Daniel Martin (IRL)         | 6e                    |
| 106                                          | Fabio Sabatini (ITA)        | 154e                  |
| 107                                          | Zdeněk Štybar (CZE) (Route) | 102e                  |
| 108                                          | Matteo Trentin (ITA)        | HD-9                  |
| 109                                          | Julien Vermote (BEL)        | 139e                  |
| Directeurs sportifs : Tom Steels, Brian Holm |                             |                       |

| Bora-Hansgrohe BOH                                 | Bora-Hansgrohe BOH             | Bora-Hansgrohe BOH |
| -------------------------------------------------- | ------------------------------ | ------------------ |
| Num                                                | Coureur                        | Pos                |
| 111                                                | Peter Sagan (SVK) (Route)      | EX-4               |
| 112                                                | Maciej Bodnar (POL)            | 116e               |
| 113                                                | Emanuel Buchmann (GER) *       | 15e                |
| 114                                                | Marcus Burghardt (GER) (Route) | 131e               |
| 115                                                | Rafał Majka (POL)              | NP-10              |
| 116                                                | Jay McCarthy (AUS) *           | 94e                |
| 117                                                | Paweł Poljański (POL)          | 80e                |
| 118                                                | Juraj Sagan (SVK) (Route)      | HD-9               |
| 119                                                | Rüdiger Selig (GER)            | 165e               |
| Directeurs sportifs : Enrico Poitschke, Ján Valach |                                |                    |

| Katusha-Alpecin KAT                                 | Katusha-Alpecin KAT      | Katusha-Alpecin KAT |
| --------------------------------------------------- | ------------------------ | ------------------- |
| Num                                                 | Coureur                  | Pos                 |
| 121                                                 | Tony Martin (GER) (Clm)  | 101e                |
| 122                                                 | Marco Haller (AUT)       | 155e                |
| 123                                                 | Reto Hollenstein (SUI)   | 150e                |
| 124                                                 | Robert Kišerlovski (CRO) | 31e                 |
| 125                                                 | Alexander Kristoff (NOR) | 130e                |
| 126                                                 | Maurits Lammertink (NED) | 75e                 |
| 127                                                 | Tiago Machado (POR)      | 74e                 |
| 128                                                 | Nils Politt (GER) *      | 95e                 |
| 129                                                 | Rick Zabel (GER) *       | 145e                |
| Directeurs sportifs : Torsten Schmidt, José Azevedo |                          |                     |

| Lotto-Soudal LTS                                 | Lotto-Soudal LTS       | Lotto-Soudal LTS |
| ------------------------------------------------ | ---------------------- | ---------------- |
| Num                                              | Coureur                | Pos              |
| 131                                              | André Greipel (GER)    | 149e             |
| 132                                              | Lars Bak (DEN)         | 123e             |
| 133                                              | Tiesj Benoot (BEL) *   | 20e              |
| 134                                              | Thomas De Gendt (BEL)  | 51e              |
| 135                                              | Tony Gallopin (FRA)    | 21e              |
| 136                                              | Adam Hansen (AUS)      | 113e             |
| 137                                              | Jürgen Roelandts (BEL) | 136e             |
| 138                                              | Marcel Sieberg (GER)   | NP-17            |
| 139                                              | Tim Wellens (BEL)      | AB-15            |
| Directeurs sportifs : Herman Frison, Bart Leysen |                        |                  |

| Sunweb SUN                                       | Sunweb SUN                    | Sunweb SUN |
| ------------------------------------------------ | ----------------------------- | ---------- |
| Num                                              | Coureur                       | Pos        |
| 141                                              | Michael Matthews (AUS)        | 69e        |
| 142                                              | Nikias Arndt (GER)            | 84e        |
| 143                                              | Warren Barguil (FRA)          | 10e        |
| 144                                              | Roy Curvers (NED)             | 142e       |
| 145                                              | Simon Geschke (GER)           | 64e        |
| 146                                              | Ramon Sinkeldam (NED) (Route) | 148e       |
| 147                                              | Laurens ten Dam (NED)         | 67e        |
| 148                                              | Mike Teunissen (NED) *        | 129e       |
| 149                                              | Albert Timmer (NED)           | 157e       |
| Directeurs sportifs : Aike Visbeek, Luke Roberts |                               |            |

| Cofidis COF                                         | Cofidis COF                | Cofidis COF |
| --------------------------------------------------- | -------------------------- | ----------- |
| Num                                                 | Coureur                    | Pos         |
| 151                                                 | Nacer Bouhanni (FRA)       | 138e        |
| 152                                                 | Dimitri Claeys (BEL)       | 163e        |
| 153                                                 | Nicolas Edet (FRA)         | 76e         |
| 154                                                 | Christophe Laporte (FRA) * | 133e        |
| 155                                                 | Cyril Lemoine (FRA)        | 128e        |
| 156                                                 | Luis Ángel Maté (ESP)      | 56e         |
| 157                                                 | Daniel Navarro (ESP)       | 27e         |
| 158                                                 | Florian Sénéchal (FRA) *   | 161e        |
| 159                                                 | Julien Simon (FRA)         | 117e        |
| Directeurs sportifs : Didier Rous, Jean-Luc Jonrond |                            |             |

| Lotto NL-Jumbo TLJ                             | Lotto NL-Jumbo TLJ        | Lotto NL-Jumbo TLJ |
| ---------------------------------------------- | ------------------------- | ------------------ |
| Num                                            | Coureur                   | Pos                |
| 161                                            | Robert Gesink (NED)       | AB-9               |
| 162                                            | George Bennett (NZL)      | AB-16              |
| 163                                            | Dylan Groenewegen (NED) * | 156e               |
| 164                                            | Tom Leezer (NED)          | 166e               |
| 165                                            | Paul Martens (GER)        | 82e                |
| 166                                            | Primož Roglič (SLO)       | 38e                |
| 167                                            | Timo Roosen (NED) *       | AB-19              |
| 168                                            | Jos van Emden (NED)       | AB-9               |
| 169                                            | Robert Wagner (GER)       | 164e               |
| Directeurs sportifs : Frans Maassen, Jan Boven |                           |                    |

| Direct Énergie DEN                                        | Direct Énergie DEN       | Direct Énergie DEN |
| --------------------------------------------------------- | ------------------------ | ------------------ |
| Num                                                       | Coureur                  | Pos                |
| 171                                                       | Thomas Voeckler (FRA)    | 91e                |
| 172                                                       | Thomas Boudat (FRA) *    | 140e               |
| 173                                                       | Lilian Calmejane (FRA) * | 35e                |
| 174                                                       | Sylvain Chavanel (FRA)   | 25e                |
| 175                                                       | Yohann Gène (FRA)        | 134e               |
| 176                                                       | Adrien Petit (FRA)       | 126e               |
| 177                                                       | Perrig Quéméneur (FRA)   | 106e               |
| 178                                                       | Romain Sicard (FRA)      | 66e                |
| 179                                                       | Angélo Tulik (FRA)       | 89e                |
| Directeurs sportifs : Dominique Arnould, Benoît Génauzeau |                          |                    |

| Cannondale-Drapac CDT                                 | Cannondale-Drapac CDT    | Cannondale-Drapac CDT |
| ----------------------------------------------------- | ------------------------ | --------------------- |
| Num                                                   | Coureur                  | Pos                   |
| 181                                                   | Pierre Rolland (FRA)     | 54e                   |
| 182                                                   | Alberto Bettiol (ITA) *  | 90e                   |
| 183                                                   | Patrick Bevin (NZL)      | 114e                  |
| 184                                                   | Nathan Brown (USA)       | 43e                   |
| 185                                                   | Simon Clarke (AUS)       | 86e                   |
| 186                                                   | Taylor Phinney (USA)     | 159e                  |
| 187                                                   | Andrew Talansky (USA)    | 49e                   |
| 188                                                   | Rigoberto Urán (COL)     | 2e                    |
| 189                                                   | Dylan van Baarle (NED) * | 77e                   |
| Directeurs sportifs : Charles Wegelius, Andreas Klier |                          |                       |

| Bahrain-Merida TBM                                      | Bahrain-Merida TBM       | Bahrain-Merida TBM |
| ------------------------------------------------------- | ------------------------ | ------------------ |
| Num                                                     | Coureur                  | Pos                |
| 191                                                     | Ion Izagirre (ESP)       | AB-1               |
| 192                                                     | Yukiya Arashiro (JPN)    | 109e               |
| 193                                                     | Grega Bole (SLO)         | 143e               |
| 194                                                     | Borut Božič (SLO)        | 160e               |
| 195                                                     | Janez Brajkovič (SLO)    | 45e                |
| 196                                                     | Ondřej Cink (CZE)        | AB-19              |
| 197                                                     | Sonny Colbrelli (ITA)    | 122e               |
| 198                                                     | Tsgabu Grmay (ETH) (Clm) | 73e                |
| 199                                                     | Javier Moreno (ESP)      | 119e               |
| Directeurs sportifs : Philippe Mauduit, Harald Morscher |                          |                    |

| Wanty-Groupe Gobert WGG                                        | Wanty-Groupe Gobert WGG        | Wanty-Groupe Gobert WGG |
| -------------------------------------------------------------- | ------------------------------ | ----------------------- |
| Num                                                            | Coureur                        | Pos                     |
| 201                                                            | Guillaume Martin (FRA) *       | 23e                     |
| 202                                                            | Frederik Backaert (BEL)        | 132e                    |
| 203                                                            | Thomas Degand (BEL)            | 34e                     |
| 204                                                            | Marco Minnaard (NED)           | 40e                     |
| 205                                                            | Yoann Offredo (FRA)            | 110e                    |
| 206                                                            | Andrea Pasqualon (ITA)         | 137e                    |
| 207                                                            | Dion Smith (NZL) *             | 124e                    |
| 208                                                            | Guillaume Van Keirsbulck (BEL) | 147e                    |
| 209                                                            | Pieter Vanspeybrouck (BEL)     | 100e                    |
| Directeurs sportifs : Hilaire Van der Schueren, Steven De Neef |                                |                         |

| Fortuneo-Oscaro TFO                                    | Fortuneo-Oscaro TFO       | Fortuneo-Oscaro TFO |
| ------------------------------------------------------ | ------------------------- | ------------------- |
| Num                                                    | Coureur                   | Pos                 |
| 211                                                    | Daniel McLay (GBR) *      | AB-17               |
| 212                                                    | Maxime Bouet (FRA)        | 55e                 |
| 213                                                    | Brice Feillu (FRA)        | 16e                 |
| 214                                                    | Élie Gesbert (FRA) *      | 85e                 |
| 215                                                    | Romain Hardy (FRA)        | 26e                 |
| 216                                                    | Pierre-Luc Périchon (FRA) | 42e                 |
| 217                                                    | Laurent Pichon (FRA)      | 125e                |
| 218                                                    | Eduardo Sepúlveda (ARG)   | 65e                 |
| 219                                                    | Florian Vachon (FRA)      | 103e                |
| Directeurs sportifs : Sébastien Hinault, Denis Leproux |                           |                     |

## Coureurs par nationalité
| #     | Nationalité      | Au départ | À l'arrivée | Victoire d'étape                                                   |
| ----- | ---------------- | --------- | ----------- | ------------------------------------------------------------------ |
| 01    | France           | 39        | 35          | 5 (Arnaud Demare, Lilian Calmejane, Romain Bardet, Warren Barguil) |
| 02    | Italie           | 18        | 13          | 1 (Fabio Aru)                                                      |
| 03    | Allemagne        | 16        | 14          | 5 (Marcel Kittel)                                                  |
| 0-    | Belgique         | 16        | 14          |                                                                    |
| 05    | Pays-Bas         | 15        | 12          | 2 (Bauke Mollema, Dylan Groenewegen)                               |
| 06    | Espagne          | 13        | 11          |                                                                    |
| 07    | Australie        | 9         | 6           | 2 (Michael Matthews)                                               |
| 0-    | Royaume-Uni      | 9         | 6           | 1 (Geraint Thomas)                                                 |
| 09    | Colombie         | 7         | 7           | 1 (Rigoberto Urán)                                                 |
| 10    | Suisse           | 6         | 6           |                                                                    |
| 11    | Nouvelle-Zélande | 4         | 3           |                                                                    |
| -     | Kazakhstan       | 4         | 4           |                                                                    |
| -     | Pologne          | 4         | 3           | 1 (Maciej Bodnar)                                                  |
| -     | Slovénie         | 4         | 4           | 1 (Primož Roglič)                                                  |
| -     | Afrique du Sud   | 4         | 4           |                                                                    |
| 16    | Norvège          | 3         | 3           | 1 (Edvald Boasson Hagen)                                           |
| -     | Autriche         | 3         | 3           |                                                                    |
| -     | Danemark         | 3         | 2           |                                                                    |
| -     | États-Unis       | 3         | 3           |                                                                    |
| 20    | Tchéquie         | 3         | 2           |                                                                    |
| -     | Croatie          | 2         | 2           |                                                                    |
| -     | Slovaquie        | 2         | 0           | 1 (Peter Sagan)                                                    |
| -     | Irlande          | 2         | 2           |                                                                    |
| 24    | Argentine        | 1         | 1           |                                                                    |
| -     | Costa Rica       | 1         | 1           |                                                                    |
| -     | Luxembourg       | 1         | 1           |                                                                    |
| -     | Biélorussie      | 1         | 1           |                                                                    |
| -     | Lituanie         | 1         | 0           |                                                                    |
| -     | Éthiopie         | 1         | 1           |                                                                    |
| -     | Japon            | 1         | 1           |                                                                    |
| -     | Ukraine          | 1         | 1           |                                                                    |
| -     | Portugal         | 1         | 1           |                                                                    |
| Total | Total            | 198       | 167         |                                                                    |